# 德昂民族党
德昂民族党 (縮寫 TNP)，又称巴朗民族党或崩龙民族党，是缅甸的一个政党。该党组建于2010年5月24日以参与2010年缅甸议会选举，但该党没有参与2012年缅甸议会补选。该党试图在缅甸议会中谋求德昂族人的权益。